# Канан (коммуна)
Кана́н (фр. и окс. Canens) — коммуна во Франции, находится в регионе Юг — Пиренеи. Департамент — Верхняя Гаронна. Входит в состав кантона Монтескьё-Вольвестр. Округ коммуны — Мюре.
Код INSEE коммуны — 31103.

## География
Коммуна расположена приблизительно в 640 км к югу от Парижа, в 45 км к югу от Тулузы.

## Климат
Климат умеренно-океанический. Зима мягкая и снежная, весна характеризуется сильными дождями и грозами, лето сухое и жаркое, осень солнечная. Преобладают сильные юго-восточные и северо-западные ветры.

## Население
Население коммуны на 2010 год составляло 57 человек.
| 1962 | 1968 | 1975 | 1982 | 1990 | 1999 | 2010 |
| ---- | ---- | ---- | ---- | ---- | ---- | ---- |
| 92   | 65   | 43   | 43   | 48   | 69   | 57   |

## Администрация
| Период | Период | Фамилия        | Партия        | Примечания |
| ------ | ------ | -------------- | ------------- | ---------- |
| 1971   | 1976   | Рене Сула      | беспартийный  |            |
| 1976   | 2001   | Пьер Малерб    | Разные правые |            |
| 2001   | 2014   | Йан Ле Шевалье | беспартийный  |            |
| 2014   | 2020   | Пьер Исраэль   |               |            |

## Экономика
В 2010 году среди 38 человек трудоспособного возраста (15—64 лет) 29 были экономически активными, 9 — неактивными (показатель активности — 76,3 %, в 1999 году было 69,0 %). Из 29 активных жителей работали 28 человек (15 мужчин и 13 женщин), безработным был 1 мужчина. Среди 9 неактивных 4 человека были учениками или студентами, 1 — пенсионером, 4 были неактивными по другим причинам.